# Канонір

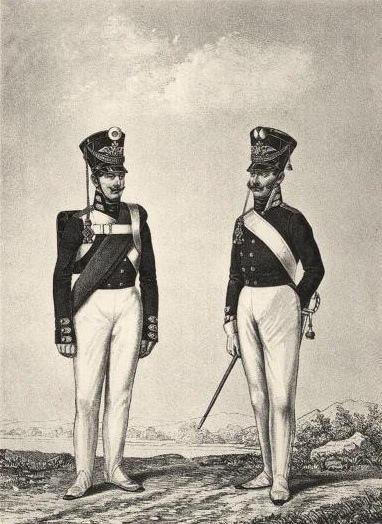
Канонір і феєрверкер Гвардійської пішої артилерії, Російська імперія, 1809—1810.

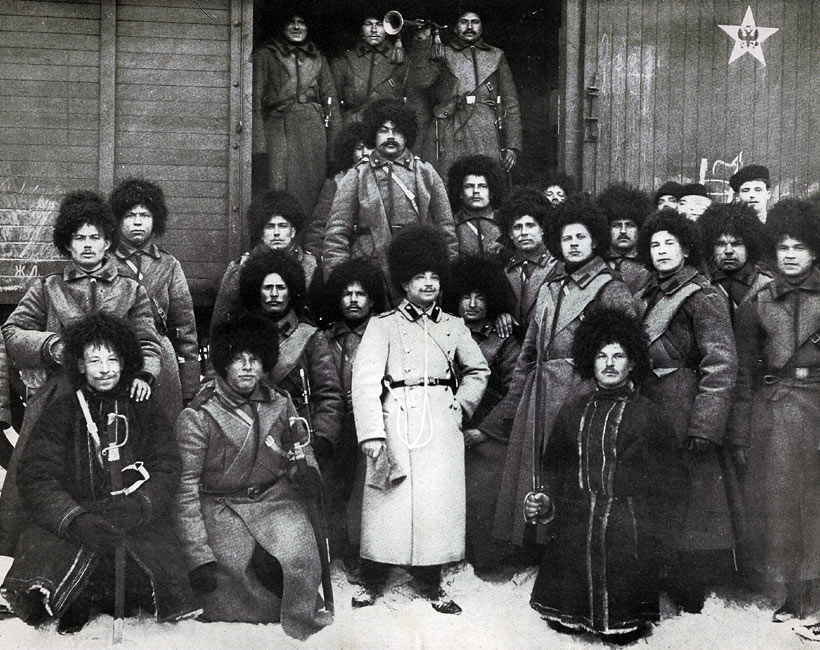
З Гатчини на японський фронт, у Маньчжурію, воювати з японцями вирушає 23-тя артилерійська бригада, зима 1904, на прохання фотокореспондента Віктора Булли каноніри картинно вишикувалися для парадного знімка.

Каноні́р (нім. Kanonier < фр. canonnier < canon — «гармата») — в арміях деяких країн — рядовий артилерії. Буквально — «гарматник», «гармаш».

## Історія
У російській армії звання каноніра впроваджено Петром І, проіснувало до 1917 року. Канонірами називали солдатів, що обслуговували гармати, що стріляли звичайними ядрами, ті ж гарматники, що входили до обслуг бомбічних артилерійських установок (мортир, гаубиць, єдинорогів) називалися бомбардирами. Окрім канонірів і феєрверкерів, до складу обслуги гармати входили і гатлангери — артилеристи найнижчого розряду, чиї обов'язки полягали в повертанні хобота лафета важелями (прави́лами і гандшпигами), а також у піднесенні снарядів.

### У флоті
Морський Статут Російського Флоту від 1720 визначав кількість канонірів на кораблі залежно від його рангу і числа гармат:
| ранг корабля | кількість гармат | кількість канонірів |
| ------------ | ---------------- | ------------------- |
| 1            | 90               | 60                  |
| 1            | 80               | 50                  |
| 2            | 76               | 40                  |
| 3            | 66               | 35                  |
| 3            | 50               | 30                  |
| 4            | 32               | 20                  |
| 4            | 16               | 12                  |
| 4            | 14               | 8                   |

Зі співвідношення числа гармат і канонірів можна сказати, що на три гармати доводилося по два каноніри. Каноніри займалися заряджанням, прицілюванням та здійсненням пострілу, а накочування гармат на місце, охолодження, прочищення стволів після пострілу банниками було обов'язком солдатів. Матроси участі в стрільбі з гармат не брали.
Капрали від канонірів — молодші унтер-офіцери артилеристи, командири канонірів.
Сержант від канонірів — старший артилерійський унтер-офіцер. На великих кораблях начальник всіх рядових артилеристів. На маленьких кораблях посаду сержанта заміщали капрали.